# Delbert Mann
Delbert Martin Mann, Jr. (Lawrence, Kansas, Estados Unidos, 30 de enero de 1920 - Los Ángeles, California, EE. UU., 11 de noviembre de 2007) fue un destacado director de cine estadounidense, ganador de un premio Óscar al mejor director en 1955.

## Biografía

### Primeros años
Delbert Mann nació en Lawrence, Kansas en 1920. Su padre se trasladó a Nashville, Tennessee después de conseguir un puesto como profesor en el Scarritt College. El joven Mann se graduó en ciencias políticas por la Universidad de Vanderbilt, donde conoció a su futura (y única) mujer, Ann Caroline Gillespie. Después de graduarse en 1941, Mann se alistaó en el ejército y fue asignado a la Fuerza Aérea, donde finalmente sirvió en la Octava División Aérea Como piloto de un bombardero B-24, Mann volaría en 35 misiones de combate en Europa.
Al finalizar la Segunda Guerra Mundial, Mann se interesó por la interpretación y estudió en el Yale Drama School. Posteriormente, obtendría un trabajo en el Town Theatre de Columbia, Carolina del Sur.

### Experiencia en la televisión
Un amigo de la Universidad, el también actor y director Fred Coe, le ofrecería la oportunidad de empezar a dirigir algunos capítulos del programa "Philco Television Playhouse" para la NBC. Mann aceptaría el trabajo y se trasladaría a New York en 1949. Para la NBC, Mann dirigiría con posterioridad varios episodios de "Goodyear Television Playhouse", y "Producer's Showcase" e incluso, una lograda adaptación televisiva de la obra de William Shakespeare Otelo. Mann sería uno de los primeros directores conocidos de la llamada "Edad de oro de la Televisión" en Estados Unidos (junto a Sidney Lumet, Robert Mulligan, John Frankenheimer o Martin Ritt), que luego pasan a conformar en el cine un grupo homogéneo pero de diferenciadas temáticas y estilos con respecto a la generación anterior (los Vidor, Lang, Lubitsch, Cukor, Ford o Minnelli)
En 1953, Delbert Mann concibió lo que sería uno de sus mejores trabajos: Marty, concebido como capítulo de la serie "Goodyear Television Playhouse", donde el magnífico escrito de Paddy Chayevsky y la gran interpretación del protagonista (Rod Steiger) hicieron que Marty se convirtiera en un icono de la televisión de la década de los 50. Además, en 1954 Mann ganaría el premio Emmy a la mejor dirección por el episodio Our Town de la serie Producers' Showcase, donde actuaban Paul Newman y Frank Sinatra.

### Debut triunfal en el cine:Marty
Mann tuvo la suerte de cara cuando la gran estrella Burt Lancaster y su socio Ben Hecht de la pequeña pero exitosa productora independiente Hecht-Lancaster se interesaron por el guion de Marty para llevarlo a la gran pantalla, designando al propio Mann para que se encargase de la dirección. El problema radicaba en que el presupuesto para realizarla era muy limitado: 350.000 dólares. De hecho, Marty (1955) es la primera película ganadora de un Óscar en la que sus costes de publicidad exceden los del rodaje. Rod Steiger no era bien visto por la productora para realizar el papel principal (por ser un actor hasta entonces eminentemente secundario "relegado" a papeles de malvado) y Lancaster pensó en su compañero en De aquí a la eternidad, Ernest Borgnine como posible sustituto, a pesar de que este todavía no había gozado de ningún papel protagonista. Por otro lado y para evitar posibles desastres, Lancaster no quiso que su nombre estuviese en la película como productor, cosa que dejó el honor a Hecht para que recogiese el Óscar.
Pero Marty fue antes un éxito de crítica antes que de público. Mostrada en el Festival de Cannes, sería el primer film norteamericano que conseguiría la Palma de Oro. Además, el film devolvería a la productora diez veces más de lo que costó, convirtiéndose de largo en la película más rentable de la Lancaster-Hetch. Y después llegaría los Óscar, donde conseguirían los premios de mejor película, mejor director, mejor actor y mejor guion adaptado. Delbert Mann se convertía en el primer director que conseguía la estatuilla en su primer trabajo en el cine, una cosa que repetiría Sam Mendes 45 años después.

### Trabajos posteriores
Mann alternaría los trabajos para la televisión con los del cine, donde no logra obtener un éxito de taquilla tan regular como sería deseable. A Marty seguirían sólidos dramas donde el realizador muestra su buen hacer: La noche de los maridos (1957), drama con estructura teatral escrito por Chayefsky donde brillaban Don Murray, E.G. Marshall, Ed Begley y Carolyn Jones;  Mesas separadas (1958), adaptación de la obra teatral de Terence Rattigan con Rita Hayworth, David Niven, Deborah Kerr Burt Lancaster y Wendy Hiller y nueva carrera en la noche de los Óscar; Deseo bajo los olmos (1958), sobre el drama teatral de Eugene O'Neill con Sophia Loren, Burl Ives y Anthony Perkins o la excelente En mitad de la noche (1959), en un drama con toques de cine negro nuevamente escrito por Chayefsky que contiene una de las mejores interpretaciones de Kim Novak.
En los 60 Delbert Mann sería reconocido por dirigir varias películas. Primero el drama sentimental En la escalera oscura (1960), que contaba con Robert Preston, Dorothy McGuire y Angela Lansbury; con el cual logró un éxito de crítica considerable y varias nominaciones al Óscar. Le siguió Pijama para dos (1962), o la mejor y más taquillera comedia de la pareja Doris Day y Rock Hudson. Luego hizo Suave como el visón (1962), compleja comedia sobre la clase alta con Cary Grant y Doris Day de joven desclasada. Después rodó A Gathering of Eagles (1963), film bélico de desiguales resultados con Rock Hudson, Rod Taylor y Barry Sullivan.
Con la comedia melodramática de pequeño presupuesto, Querido corazón (1964), logró Geraldine Page su mejor interpretación de la década, al lado de Glenn Ford y Angela Lansbury. En 1964, dirigió Quick before it melts que sería la primera película en la que también era el productor. Bajo su producción, también llegaría La mujer sin rostro (1966), con James Garner y Jean Simmons. 
Por otra parte, Mann tuvo tiempo para dirigir varios proyectos televisivos, entre ellos un digno telefilme sobre Heidi, la novela de Johanna Spyri ("Trenzas doradas" en 1967, con Maximilian Schell y Jean Simmons). Además, entre 1967 y 1971, sería el presidente del Directors Guild of America.
A partir de los años 70 el director de Kansas se volcó principalmente en el medio televisivo, rodando, entre otros muchos títulos, una versión de Sin novedad en el frente (1979) de Erich Maria Remarque que resultó muy inferior al original literario y al fílmico de 1929 pero nada despreciable. En el cine solamente estrenaría tres películas: el clásico de Charlotte Brontë Jane Eyre (1970), rodado inicialmente para la TV y considerada casi la mejor versión, aprovechando el talento de George C. Scott y Susannah York; David y Catriona (1971), con Michael Caine; y The Birch Interval (1977). Las siguientes décadas depararon títulos como Fuga de noche (1981), con Jane Alexander y John Hurt; y Brönte (1983), con Julie Harris; prosiguiendo hasta mediados de los años 90 rodando películas para televisión.
Al contrario de la decadencia que sufrió en el cine, su prestigio en la televisión se mantuvo intacto. De hecho, conseguiría dos nominaciones a los Emmy en 1972 y 1980. De todas maneras, Delbert Mann tiene una estrella en el Paseo de la Fama de Hollywood en el 1718 de Vine Street.

## Filmografía básica
- Marty (Marty) (1955)
- La noche de los maridos (The Bachelor Party) (1957)
- Mesas separadas (Separate Tables) (1958)
- Deseo bajo los olmos (Desire Under the Elms) (1958)
- En mitad de la noche (Middle of the night) (1959)
- En la escalera oscura (The Dark at the Top of the Stairs) (1960)
- Pijama para dos (Lover Come Back, 1961)
- El sexto héroe (The Outsider) (1961)
- Suave como el visón (That Touch of Mink) (1962)
- Águilas al acecho / Nido de águilas (A Gathering of Eagles) (1963)
- Quick Before It Melts (1964)
- Querido corazón (Dear heart) (1964)
- La mujer sin rostro (Mister Buddwing, 1965)
- Cuidado con el mayordomo (Fitzwilly) (1967)
- Fiebre de codicia (The Pink Jungle) (1968)
- Jane Eyre (íd.) (1970)
- David y Catriona (Kidnapped)  (1971)
- A Girl Named Sooner (1975)
- The Birch Interval (1977)
- Sin novedad en el frente (All Quiet on the Western Front) (1979) (TV)
- Tormenta entre dos pasiones (Torn Between Two Lovers) (1979)
- Fuga de noche (Night Crossing) (1981)
- Brontë (íd.) (1983)
- Los últimos días de Patton (The Last Days of Patton) (1986) (TV)
- Teddy (The Ted Kennedy Jr. Story) (1986) (TV)
- En contra de su voluntad (Against Her Will: An Incident in Baltimore) (1992)
- Lily in Winter (1994)

## Premios y nominaciones
Premios Óscar
| Año  | Categoría      | Película | Resultado |
| ---- | -------------- | -------- | --------- |
| 1956 | Mejor Director | Marty    | Ganador   |

Festival Internacional de Cine de Cannes
| Año  | Categoría    | Película | Resultado |
| ---- | ------------ | -------- | --------- |
| 1955 | Palma de Oro | Marty    | Ganador   |
| 1955 | Premio OCIC  | Marty    | Ganador   |